# ランス・アコード
ランス・アコード（Lance Acord、1964年9月9日 - ）は、アメリカ合衆国の撮影監督、
全米撮影監督協会（A.S.C.）会員。近年は映画プロデューサーとしても活動している。

## 主な撮影作品
- バッファロー'66 Buffalo '66 (1998)
- マルコヴィッチの穴 Being John Malkovich (1999)
- サウスランダー（英語版） Southlander (2001)
- イノセント・ボーイズ The Dangerous Lives of Altar Boys (2002)
- アダプテーション Adaptation. (2002)
- ロスト・イン・トランスレーション Lost in Translation (2003)
- マリー・アントワネット Marie Antoinette (2006)
- かいじゅうたちのいるところ Where the Wild Things Are (2009)
- ゴッド・タウン God's Pocket (2014) 兼製作

## 製作に携わった作品
- 素敵な相棒 〜フランクじいさんとロボットヘルパー〜 Robot & Frank (2012)
- COP CAR/コップ・カー Cop Car (2015) ※製作総指揮
- 母が教えてくれたこと Other People (2016) ※製作総指揮
- ザ・ヒーロー The Hero (2017) ※製作総指揮
- ハーツ・ビート・ラウド たびだちのうた Hearts Beat Loud (2018) ※製作総指揮
- ラスト・シフト The Last Shift (2020)
- ロング・ウィークエンド Long Weekend (2021) ※製作総指揮

## 受賞歴
受賞
- 2004年 第17回シカゴ映画批評家協会賞：撮影賞『ロスト・イン・トランスレーション』

ノミネート
- 2004年 英国アカデミー賞：撮影賞『ロスト・イン・トランスレーション』
- 2009年 第22回シカゴ映画批評家協会賞：撮影賞『かいじゅうたちのいるところ』